# Frederik Storm
Frederik Storm, född 20 februari 1989 i Gentofte, Danmark, är en dansk professionell ishockeyspelare som spelar för ERC Ingolstadt i DEL.

## Klubbar
- IC Gentofte Moderklubb–2005
- Herlev Hornets 2005–2009, 2011–2012
- SønderjyskE ishockey 2009–2011
- Malmö Redhawks 2012–2020
- ERC Ingolstadt 2012–2020